# Franca Viola
Franca Viola (* 9. ledna 1948) je Italka, která se stala slavnou v 60. letech poté, co odmítla tzv. reparativní manželství (italsky „matrimonio riparatore“„“) s mužem, který ji unesl a znásilnil. Namísto toho se se svojí rodinou úspěšně domohla zahájení soudního řízení vůči násilníkovi. Soud měl v Itálii velký význam, neboť se Violiin čin střetl s tradičními společenskými konvencemi v jižní Itálii, podle nichž žena ztratila svoji čest, pokud si nevzala muže, se kterým přišla o panenství. Viola se tak stala symbolem kulturního pokroku a ženské emancipace v poválečné Itálii.

## Únos a znásilnění
Franca Viola se narodila na venkově v městečku Alcamo na Sicílii jako nejstarší dcera farmáře Bernarda Violy a jeho ženy Vity Ferry. Roku 1963, v patnácti letech, se zasnoubila s Filippem Melodiou, synovcem mafiána Vincenza Rimi, když mu bylo 23. Ale po Melodiově zatčení za krádež Violiin otec trval na tom, aby zrušila svoje zasnoubení, což udělala. Melodia poté odcestoval do Německa. Roku 1965 se Viola zasnoubila s jiným mužem. V té době se Melodia vrátil do Alcamy a neúspěšně se pokoušel znovu vstoupit do Violiina života a vyhrožoval jak jejímu otci, tak jejímu snoubenci.
V ranních hodinách 26. prosince 1965 se Melodia se skupinou ozbrojených společníků vloupal do Violiina domu a unesl Francu, přitom zbil její matku a také s sebou vzal Frančina osmiletého bratra Mariana, který se odmítl pustit sestry. Mariano byl propuštěn o pár hodin později, ale Franca byla držena po dalších osm dní v domě Melodiovy sestry a jejího manžela, kde byla opakovaně znásilňována. Melodia jí řekl, že teď je nucena se za něj provdat, pokud se nechce stát "nepočestnou" ženou, ale Viola odpověděla, že nemá v úmyslu si ho vzít, navíc že ho bude žalovat z únosu a znásilnění. Violiin otec předstíral, že s únosci vyjednává, zatímco ve skutečnosti spolupracoval s Carabinieri policií na přípravě úspěšného zátahu. Viola byla osvobozena a její únosci zatčeni 2. ledna 1966; týden před jejími osmnáctými narozeninami. Řekla, že se jí otec zeptal, jestli si skutečně chce Melodiu vzít, a když řekla, že nechce, řekl jí, že udělá všechno možné pro to, aby jí pomohl.

## Odmítnutí reparativího manželství
Melodia nabídl Viole reparativní manželství, ale ona odmítla, čímž se vymezila proti tomu, co bylo tehdy na Sicílii naprosto běžnou praxí. Podle tradičního společenského kodexu ji tahle volba měla udělat „donna svergognata“, nepočestnou ženou tím, že ztratila panenství, aniž by se vdala. Nutno poznamenat, že tyto představy nebyly zakořeněny jen na Sicílii nebo na venkovských oblastech, do jisté míry byly také zahrnuty v Italském kodexu kriminálních procesů, které stavěly na roveň znásilnění k trestnému činu proti mravnosti spíše než k osobnímu útoku a formálně ztvrzovaly (v článku 544) myšlenku „reparativního manželství“ což znamenalo, že násilník, který si vzal svoji oběť, byl automaticky zproštěn viny.

## Soud a jeho dozvuky
Poté, co si Viola odmítla vzít svého násilníka, její rodině bylo údajně vyhrožováno a byla perzekvována do té míry, že jejich vinice a domek lehly popelem. Tato událost a následující soud měly široký význam v italských médiích, přímo se zapojil sám parlament, a jak je zřejmé, část stávajícího zákona se střetla s míněním veřejnosti. Melodiovi právníci se pokoušeli vyživovat lež, že Viola souhlasila s tzv. „fuitina“, (tedy že utekla, aby se tajně vzali, zatímco rodiny nesouhlasily) než že byla unesena, ale soud shledal Melodiu vinným. Byl odsouzen k jedenácti letům vězení, které byly později zkráceny na deset.
Italský prezident Giuseppe Saragat i papež Pavel IV. veřejně vyjádřili svoje uznání a vyjádření solidarity Viole France. V roce 1970 režisér Damiano Damiani vytvořil film The Most Beautiful Wife s hvězdou Ornellou Muti, na motivy Violiina příběhu. V roce 2012 sicilská spisovatelka Beatrice Monroy publikovala Violin příběh pod titulem Niente ci fu (Nebylo nic). V roce 2017 patnácti minutový film Viola, Franca se umístil mezi finalisty na Manhattan Short Film Festival.
Franca Viola si vzala Giuseppa Ruisiho v prosinci 1968. Ruisi, který byl úředníkem, si stál za tím, že si vezme dívku, kterou vždycky miloval, navzdory výhrůžkám a drbům, ale vyžádal si licenci ke střelné zbrani, aby ochránil sebe a svoji budoucí ženu. Franca Viola má dva syny a jednu vnučku a stále žije v Alcamu se svým manželem.
Článek zákona, podle kterého byl násilník uznán nevinným v případě, že si svoji oběť vzal, nebyl zrušen až do roku 1981.